# Georges Monier
Georges Remy Albert Monier (Anderlecht, Bèlgica, 18 de febrer de 1892 - 1974 o 5 d'octubre de 1989) va ser un oboista i compositor belga.

## Biografia
Era fill de Cyrille Monier, un treballador del tramvia d'Anderlecht, i de la humorista Marie Therese Elice Guilbert.
Es va formar al Conservatori de Brussel·les (1903-1907) on va rebre els primers premis de solfeig (1906) i d'oboè (1907). Va continuar el seu aprenentatge amb August De Boeck i Paul Gilson. El 1920 va participar en el concurs de composició d'Anvers en el marc dels Jocs Olímpics d'Estiu de 1920 i va guanyar el primer premi, medalla d'or, amb la seva obra ViIIe Olympique (sobre textos de Píndaro) per a solistes, narradors, tres cors i tres grups orquestrals.
Va viatjar per Europa i es va familiaritzar amb la música d'avantguarda i, de tornada a Brussel·les, va ser líder del grup de compositors d'avantguarda, al qual també hi eren Karel Albert i August Baeyens. Com a músic i crític musical també va participar en la revista 7 Arts, que va existir entre 1922 i 1929. Juntament amb Paul Gilson va intentar introduir una nova notació musical amb el seu Traité d'harmonie. Va viure molts anys a París.
Va compondre obres orquestrals, motets, un Te Deum, l'opereta La femme fatale, quartets de corda i cançons, algunes d'elles amb textos de Guillaume Apollinaire i altres de Max Jacobs.